# Whiskysauce
Whiskysauce eller whiskysovs er en sovs med whisky fra det britiske køkken. Den er blevet populær over hele verden.
Sovsen fremstilles ved at hælde whisky på en stegepande og sætte ild til den, så sovsen ikke bliver bitter, hvorefter der tilsættes fløde og krydderier (normalt kun salt og peber.).
På trods af at flere typer alkohol har været brugt i sauce i flere hundrede år, kunne manglende dokumentation for brugen af whisky indikere, at det er en nyere opfindelse. Whisky i mad findes i victoriatiden (i 1800-tallet), hvor Isabella Beeton havde opskrifter på whiskysauce i sin berømte kogebog Mrs Beeton's Book of Household Management.
I moderne tid er whiskysauce og barbequesauce blevet kombineret for at lave whiskey-barbeque-sauce af bl.a. mærkerne Jim Beam og Jack Daniel's. Mange opskrifter på skotsk whiskysovs er populære til  Burnsmiddag til den traditionelle hovedret haggis.